# Четкаріно
Четка́ріно (рос. Четкарино) — село у складі Пишминського міського округу Свердловської області.
Населення — 515 осіб (2010, 548 у 2002).
Національний склад станом на 2002 рік: росіяни — 96 %.